# Taddeo Orlando
Taddeo Orlando, italijanski general, * 23. junij 1885, † 1. september 1950.
Med letoma 1944 in 1945 je bil poveljujoči general Korpusa karabinjerjev.